# Curçay-sur-Dive
Curçay-sur-Dive – miejscowość i gmina we Francji, w regionie Nowa Akwitania, w departamencie Vienne.
Według danych na rok 1990 gminę zamieszkiwało 257 osób, a gęstość zaludnienia wynosiła 16 osób/km² (wśród 1467 gmin regionu Poitou-Charentes Curçay-sur-Dive plasuje się na 751. miejscu pod względem liczby ludności, natomiast pod względem powierzchni na miejscu 540.).